# Devolución de poder
La devolución de poderes es una transferencia o delegación político de una entidad a otra, o de una persona a otra. Por lo general ocurre una entidad superior a una entidad inferior se llama subsidiariedad abajo.
Por ejemplo:
- La delegación de autoridad a un gobierno soberano (véase Estructura Power);
- En el marco de la regionalización de un país (en el caso de  autonomía territorial), posiblemente con un fin federalista (que establece un Gobierno federal), la delegación a una u otra región de algunos de los poderes que previamente residía con el gobierno central.

## Ejemplos
- Home Rule (Irlanda) en Irlanda.
- Devolución del poder en el Reino Unido.
  - Restablecimiento del Parlamento Escocés en 1999, 292 años después de que Escocia había abandonado su parlamento nacional durante su entrada en el Reino Unido (1707).
  - Establecimiento de Gobiernos autónomos en Gales y en Irlanda del Norte.
- Los Estatutos de Autonomía en España.
- Las regiones autónomas en Italia desde 2001.
- La descentralización en Francia.
- Establecimiento de la región autónoma de Nunavut en Canadá.
- Establecimiento del estatuto autonómico de Groenlandia en 2009.
- Establecimiento del régimen federal en Bélgica en 1993.